# Морозовський Ной Самуїлович
Ной Самуїлович Морозовський (5 липня 1892, Олександрія — 1953) — український лікар-фтизіатр.

## Життєпис
Ной Морозовський навчався в Олександрійській гімназії. У 1911—1913 був членом просвітницького гуртка, створеного Дмитром Чижевським; пізніше одружився з його сестрою.
Навчався у Петербурзькому психоневрологічному інституті, 1919 року перевівся на 5-й курс медичного факультету Київського університету.
З 1920 по 1925 Ной Морозовський завідував у Наркоматі охорони здоров'я підвідділом загальної та спеціальної медичної допомоги, очолював секцію боротьби з туберкульозом. З 1925 — завідувач відділу соціальної патології і профілактики Харківського туберкульозного інституту. Під керівництвом Ноя Морозовського було створено цілісну науково-обґрунтовану систему протитуберкульозної служби України. З 1932 — професор Київського туберкульозного інституту, з 1939 до 1946 — директор цього закладу.
З 1944 по 1949 — головний фтизіатр Міністерства охорони здоров'я УРСР.
Автор 110 наукових праць, підготував 10 кандидатів медичних наук.

## Вшанування пам'яті
19 лютого 2016 на честь Ноя Морозовського в його рідному місті Олександрії було названо провулок в місцевості Перемога, поруч з міським протитуберкульозним диспансером.

## Джерело
- Володимир Босько. ІСТОРИЧНИЙ КАЛЕНДАР КІРОВОГРАДЩИНИ НА 2012 РІК. Люди. Події. Факти С. 137 [Архівовано 4 березня 2016 у Wayback Machine.]